# アサカワヒロ
 アサカワ ヒロ（1984年11月10日 - ）は、日本の元ドラマーであり、ロックバンドlego big morlのドラム担当。本名は浅川 大（あさかわ だい）。愛称はだいちゃん。

## 人物
熊本県から大阪府の専門学校に入学して、別のバンドで活動していた。他のメンバーとは親しくはなかった。その後、同時期にバンドが解散した。まだ音楽をバンドをやりたいと気持ちがあり、カナタに「一緒にバンドをやろう」と電話で誘った。前身のバンドが出来なかったことがlego big morlで出来るというのがあった。
人見知りな性格である。ジブリ映画が好き。結婚しており、娘が1人いる。
オフィシャルサイトのブログをほとんど1人で更新していたが、2009年12月下旬より毎日他のメンバーが交代で更新をするようになった。
2019年9月14日、音楽とは別の道を歩んで行きたいという本人の意思により、LEGO BIG MORLを脱退することが発表された。

## 使用機材
- Pearlのドラムを使用している。